# 科洛尼格
科洛尼格（法語：Kolonigué），是馬里的城鎮，位於該國南部，由錫卡索區的庫蒂亞拉省負責管轄，面積456平方公里，海拔高度335米，2009年人口32,447，人口密度每平方公里71人。